# 奇异尖额蚤
奇异尖额蚤（学名：Alona eximia）为盘肠蚤科尖额蚤属的动物。分布于英国以及中国大陆的广东、广西、安徽、江苏、山东、河北、黑龙江等地，常栖息于江河的沿岸以及湖泊和池塘草丛内。